# Historia de América Latina

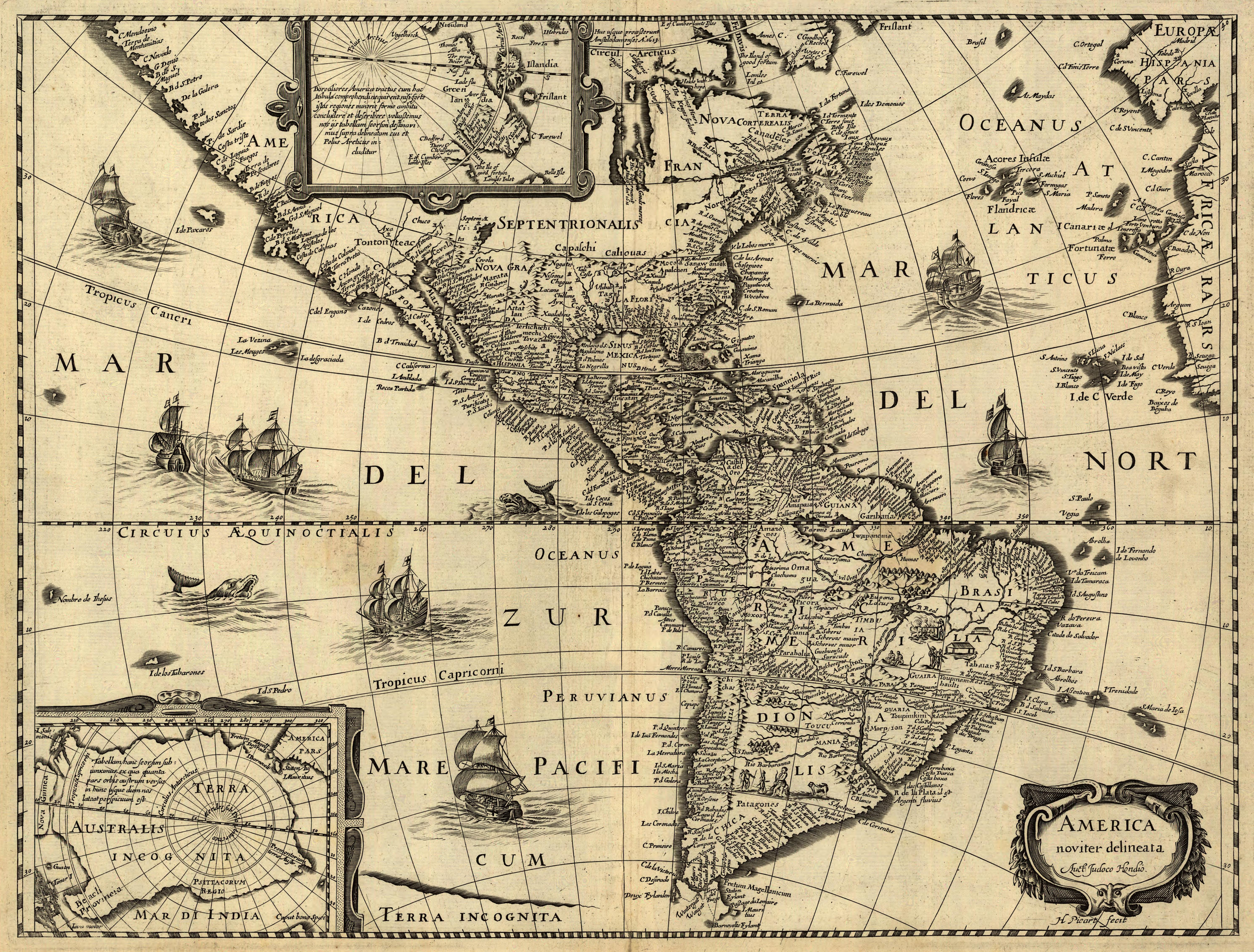
Mapa antiguo de América Latina.

El término «América Latina» se originó en los años 1830, principalmente a través de Michel Chevalier, quien propuso que la región se podía aliar con la «Europa Latina» contra otras culturas europeas. El término se refiere principalmente a los países de habla española y portuguesa en el Nuevo Mundo.
Antes de la colonización europea de América a finales del siglo XV y principios del XVI, la región albergaba numerosos pueblos indígenas, incluidas civilizaciones avanzadas, como los olmecas, los mayas, los muiscas, los aztecas y los incas. La región pasó a estar bajo control de la corona de Castilla y el Reino de Portugal, que establecieron colonias e impusieron el catolicismo y sus respectivos idiomas. Ambas potencias europeas llevaron esclavos africanos a sus colonias para hacerlos trabajar como jornaleros, y explotaron los recursos de las tierras conquistadas.[cita requerida]
Para principios del siglo XIX, casi todas las regiones de Hispanoamérica habían logrado la independencia mediante la lucha armada, con la excepción de Cuba y Puerto Rico. Brasil, que se había convertido en una monarquía separada de Portugal, se convirtió en una república a finales del siglo XIX. La independencia política de las monarquías europeas no supuso la abolición de la esclavitud negra en las nuevas naciones soberanas. Sin embargo, dio lugar un periodo de inestabilidad política y económica en Hispanoamérica inmediatamente después de la independencia. Gran Bretaña y Estados Unidos ejercieron una influencia significativa en la era posterior a la independencia, lo que dio lugar a una forma de neocolonialismo, por el cual la soberanía política de un país permaneció en su lugar, pero las potencias extranjeras ejercieron un poder considerable en la esfera económica.
El siglo XX trajo consigo a la región repetidas intervenciones estadounidenses, particularmente en el marco de la guerra fría, así como revoluciones como la cubana.

## Origen del término y definición
La idea de que una parte de las Américas tiene una afinidad cultural o racial con todas las culturas romances se remonta a la década de 1830, en particular en la obra escrita del sansimonista francés Michel Chevalier, quien postuló que esta parte de las Américas estaba habitada por gente de una "raza latina", y que, por lo tanto, podría aliarse con la "Europa latina" en una lucha con la "Europa teutónica", la "América anglosajona" y la "Europa eslava". La idea fue retomada posteriormente por intelectuales y líderes políticos latinoamericanos de mediados y finales del siglo XIX, que ya no miraban a España o Portugal como modelos culturales, sino a Francia. El término actual de "América Latina" fue acuñado en Francia bajo Napoleón III y desempeñó un papel en su campaña para implicar un parentesco cultural con Francia, convertir Francia en un líder cultural y político de la zona y apuntalar a Maximiliano como emperador de México.
A mediados del siglo XX, especialmente en los Estados Unidos, hubo una tendencia a clasificar ocasionalmente todo el territorio al sur de los Estados Unidos como "América Latina", especialmente cuando la discusión se centró en sus relaciones políticas y económicas contemporáneas con el resto del mundo, más que únicamente en sus aspectos culturales. Al mismo tiempo, ha habido un movimiento para evitar este exceso de simplificación y hablar en su lugar de "América Latina y el Caribe", como ocurre por ejemplo en el geoesquema de las Naciones Unidas.
Dado que el concepto y las definiciones de América Latina son algo muy moderno que apenas se remonta al siglo XIX, resulta anacrónico hablar sobre "una historia de Latinoamérica" antes de la llegada de los europeos. No obstante, los diversos pueblos y culturas que existieron en el periodo precolombino, y que se introducen en la siguiente sección, tuvieron una influencia fuerte y directa en las sociedades emergidas a raíz de la conquista, y por tanto, no pueden pasarse por alto.

## El período precolombino
Lo que ahora es América Latina ha estado poblado durante varios milenios, posiblemente hasta 30 000 años. Existen numerosos modelos del poblamiento de las Américas. La datación precisa de muchas de las primeras civilizaciones es difícil debido a la escasez de fuentes escritas. Sin embargo, se sabe que florecieron civilizaciones altamente desarrolladas en varios lugares, como los Andes y Mesoamérica.

## Era colonial
Cristóbal Colón desembarcó en las Américas en 1492. Posteriormente, las principales potencias marítimas europeas enviaron expediciones al Nuevo Mundo para construir redes comerciales y colonias y para convertir a los pueblos nativos al cristianismo. España se concentró en la construcción de su imperio en la parte central y sur de las Américas que le asignó el Tratado de Tordesillas, debido a la presencia de grandes sociedades asentadas como los aztecas, los incas, los mayas y los muiscas, cuyos recursos humanos y materiales podría explotar, entre ellos sus grandes concentraciones de plata y oro. Los portugueses construyeron su imperio en Brasil, que cayó en su esfera de influencia debido al Tratado de Tordesillas, mediante el desarrollo de la tierra para la producción de azúcar, dada la falta de una gran sociedad compleja y de recursos minerales.
Durante la colonización europea del hemisferio occidental, la mayoría de la población nativa murió, principalmente por enfermedades. En lo que se conoce como el intercambio colombino, enfermedades como la viruela y el sarampión diezmaron poblaciones sin inmunidad. El tamaño de las poblaciones indígenas ha sido estudiado en la era moderna por los historiadores, aunque el fraile dominico Bartolomé de las Casas ya había dado la voz de alarma en los primeros días del asentamiento español en el Caribe en su «Brevísima relación de la destrucción de las Indias».
Debido a que los españoles ahora estaban en el poder, la cultura y la religión nativas estaban prohibidas. Los españoles llegaron incluso a quemar los códices mayas. Estos códices contenían información sobre astrología, religión, dioses y rituales. Hay cuatro códices que se sabe que existen en la actualidad; estos son el Códice de Dresde, el Códice de París, el Códice de Madrid y el Códice HI. Los españoles también fundieron numerosas piezas de orfebrería para poder llevar el oro a España y destruyeron numerosas obras de arte que consideraban anticristianas.

### Religión de la era colonial

#### Viajes al Nuevo Mundo
La Corona española reglamentó la inmigración a sus colonias de ultramar, y los viajeros debían registrarse en la Casa de Contratación de Sevilla. Como la corona deseaba excluir a cualquier persona que no fuera cristiana (judíos, criptojudíos y musulmanes) que pasara como cristiana, se investigaban los antecedentes de los viajeros. La capacidad de regular el flujo de personas permitió a la Corona española controlar la pureza religiosa de su imperio de ultramar. La Corona española fue rigurosa en su intento de permitir solo a los cristianos el paso al Nuevo Mundo y exigió pruebas de religión por medio de testimonios personales. Los ejemplos específicos de personas que se ocupan de la Corona permiten comprender cómo la religión afectó el paso al Nuevo Mundo.
Francisca de Figueroa, una mujer afroibérica que pretendía acceder a las Américas, presentó una solicitud a la Corona española en 1600 para obtener una licencia para navegar a Cartagena. En su nombre contaba con un testigo que atestiguaba su pureza religiosa, escribió Elvira de Medina, "este testigo sabe que ella, sus padres y sus abuelos han sido y son cristianos viejos y de linaje y linaje inmaculados. No son de casta morisca o judía. o de aquellos recientemente convertidos a Nuestra Sancta Fe Católica". A pesar de la raza de Francisca, se le permitió la entrada a las Américas en 1601 cuando se presentó un "Decreto de Su Majestad", que decía: "Mis presidentes y jueces oficiales del Caso de Contratación de Sevilla. Les ordenó permitir el paso a la Provincia de Cartagena para Francisca de Figueroa...". Este ejemplo señala la importancia de la religión cuando se trata de viajar a las Américas durante la época colonial. Los individuos tenían que ceñirse a las pautas del cristianismo para apelar a la Corona y tener acceso a los viajes.

#### Religión en América Latina
Una vez en el Nuevo Mundo, la religión seguía siendo un asunto frecuente que debía tenerse en consideración en la vida cotidiana. Muchas de las leyes se basaban en tradiciones y creencias religiosas y, a menudo, estas leyes chocaban con las culturas que existían en la Latinoamérica colonial. Uno de los principales conflictos se produjo entre las culturas africana e ibérica; esta diferencia de culturas provocó el enjuiciamiento agresivo de brujas, tanto africanas como ibéricas, en toda América Latina. Según la tradición europea "se pensaba que una bruja rechazaba a Dios y los sacramentos y, en cambio, adoraba al diablo y participaba de aquelarres". Este rechazo de Dios era visto como una abominación y no fue tolerado por las autoridades en España ni en Latinoamérica. Un ejemplo específico fue el juicio de Paula de Eguiluz, que demuestra cómo una apelación al cristianismo podía ayudar a disminuir la sanción recibida incluso en el caso de ser acusada de brujería.

## Revoluciones delsigloXIX: la era poscolonial

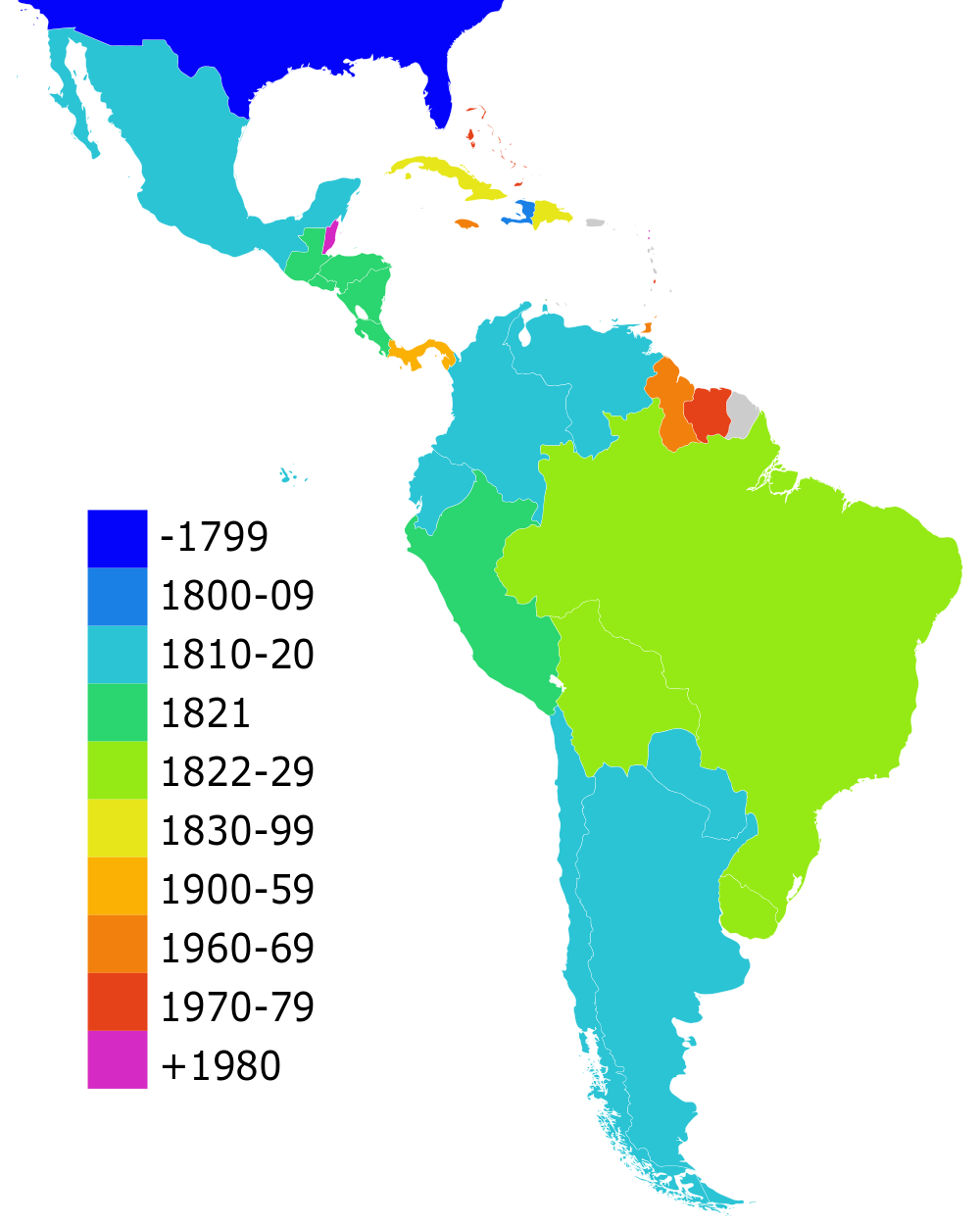
Países en América Latina por fecha de independencia

Siguiendo el modelo de las revoluciones estadounidense y francesa, para 1825 la mayor parte de Latinoamérica ya había conseguido su independencia. La independencia destruyó el viejo mercado común existente en el Imperio español después del Reformismo borbónico y creó una dependencia aumentada en la inversión financiera proporcionada por naciones que habían empezado su Revolución Industrial; por tanto, algunas potencias europeas occidentales, en particular Gran Bretaña, Francia, y los Estados Unidos empezaron a adquirir mayor influencia en la región, que deviene económicamente dependiente en estas naciones. Con la independencia también se creó una nueva clase gobernante y una nueva intelectualidad con identidad "latinoamericana" que en ocasiones evitó inspirarse en los modelos español y portugués para remodelar su sociedad. Esta élite echó la vista a otros modelos europeos católicos —en particular Francia— en busca de una nueva cultura latinoamericana, pero no buscó el aporte de los pueblos indígenas.
Los fallidos esfuerzos de la América española para mantener la unidad de la mayor parte de los grandes estados iniciales que habían emergido de la independencia —Gran Colombia, la República Federal de América Central, y las Provincias Unidas del Río de la Plata— dieron lugar a un gran número de conflictos internos y externos que azotaron a los nuevos países. Brasil, en contraste con sus vecinos hispánicos, permaneció como una monarquía unida y evitó este problema. Las guerras internas eran a menudo conflictos entre federalistas y centralistas, que acababan imponiéndose mediante la represión militar de los oponentes a expensas de la vida política civil. Los nuevos Estados heredaron la diversidad cultural de la era colonial y se esforzaron en crear una nueva identidad basada en la lengua y cultura europea compartida (española o portuguesa). Dentro de cada país, sin embargo, las divisiones de clase crearon tensiones y pusieron en riesgo la unidad nacional.
En las siguientes décadas se produjo un largo proceso para crear un sentido de nación. La mayoría de las nuevas fronteras nacionales fueron creadas en torno a las jurisdicciones de las audiencias, a menudo centenarias, o a las intendencias borbónicas, que se habían convertido en áreas de identidad política. En muchas áreas, las fronteras eran inestables, ya que los nuevos Estados lucharon entre sí para obtener acceso a recursos, especialmente en la segunda mitad del siglo XIX. Los conflictos más importantes fueron la Guerra de la Triple Alianza (1864–70; también conocida como la Guerra del Paraguay) y la Guerra del Pacífico (1879–84). La Guerra de la Triple Alianza enfrentó a Argentina, Brasil y Uruguay contra Paraguay, que fue completamente derrotado. Como resultado, Paraguay sufrió una crisis demográfica, pasando su población de los 525 000 habitantes en 1864 a los 221 000 en 1871, de los que apenas 28 000 eran varones. En la Guerra del Pacífico, Chile derrotó a las fuerzas combinadas de Bolivia y Perú. Chile obtuvo el control de las áreas de salitre, previamente controladas por Perú y Bolivia, y Bolivia se convirtió en un Estado sin litoral. A mediados de siglo, la región también se enfrentó a un crecimiento de Estados Unidos, que buscaba expandirse por el continente norteamericano y extender su influencia en el hemisferio. En la Guerra de invasión estadounidense (1846-48), México perdió más de la mitad de su territorio a favor de los Estados Unidos. En la década de 1860, Francia intentó controlar indirectamente a México. En América del Sur, Brasil consolidó su control de grandes franjas de la cuenca del Amazonas a expensas de sus vecinos. En la década de 1880, Estados Unidos implementó una política agresiva para defender y expandir sus intereses políticos y económicos en toda América Latina, que culminó en la creación de la Conferencia Panamericana, el Canal de Panamá y la intervención de los Estados Unidos en la última guerra cubana de independencia.
La exportación de recursos naturales proporcionó la base de la economía latinoamericana en el siglo XIX, el cual permitió el desarrollo una élite económica. La reestructuración de realidades económicas y políticas coloniales dio lugar a una brecha considerable entre ricos y pobres, ya que las élites controlaban la mayor parte de las tierras y recursos. Por ejemplo, en el Brasil de 1910, el 85% de la tierra pertenecía al 1% de la población. En particular, la minería y la agricultura se encontraban monopolizadas por los grandes terratenientes, que además controlaban completamente la actividad local y eran los principales empleadores y la principal fuente de salarios. Esto dio lugar a una sociedad de campesinos cuya relación con la situación política general quedó supeditada a los magnates de la agricultura y minería.
La inestabilidad política endémica y la naturaleza de la economía dieron lugar a la aparición de caudillos, jefes militares quienes para agarrarse del poder dependía su habilidad militar y su capacidad de dispensar relaciones clientelares. Los regímenes políticos eran al menos en la teoría democráticos y tomaron la forma de gobiernos presidenciales o parlamentarios. Ambos eran propensos a ser tomados por la fuerza por un caudillo o una oligarquía. El panorama político estuvo dominado por conservadores, que creían que la preservación de las antiguas jerarquías sociales era la mejor garantía para la prosperidad y estabilidad del país, y liberales, que buscaban el progreso mediante la liberalización de la economía y la promoción de la iniciativa individual. Las rebeliones populares fueron habitualmente reprimidas: 100 000 personas fueron asesinadas durante la represión de una revuelta en Colombia entre 1899 y 1902 durante los Guerra de los Mil Días. Algunos estados sí consiguieron tener un mayor nivel de democracia: Uruguay, y parcialmente Argentina, Chile, Costa Rica y Colombia. Los otros eran claramente oligárquicos o autoritarios. Todos estos regímenes tuvieron como objetivo mantener Latinoamérica lucrativa a posición de la economía mundial como proveedor de materias primas.

## SigloXX

### 1900–1929

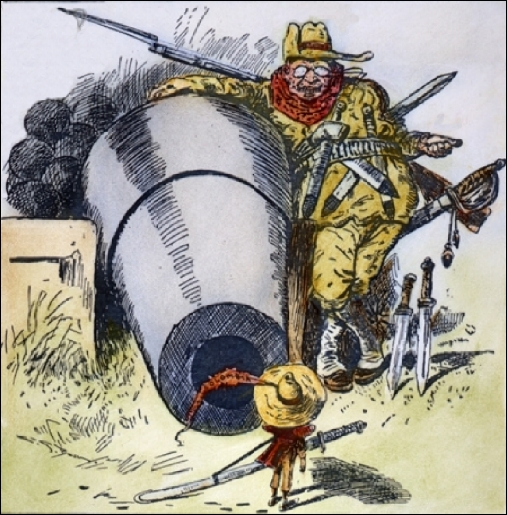
1903 caricatura política: el presidente Roosevelt intimida a Colombia para que adquiera la Zona del Canal de Panamá.

A principios de siglo, Estados Unidos continuó con su actitud intervencionista, que pretendía defender directamente sus intereses en la región. Esto se articuló oficialmente en la Doctrina del Gran Garrote de Theodore Roosevelt, que modificaba la antigua Doctrina Monroe, que solo pretendía disuadir la intervención europea en el hemisferio. Al concluir la guerra hispano-estadounidense, el nuevo gobierno de Cuba y Estados Unidos firmaron en 1902 la Enmienda Platt, que autorizó a Estados Unidos a intervenir en los asuntos cubanos cuando lo considerase necesario. En Colombia, Estados Unidos aspiraba a la concesión de la Zona del Canal de Panamá para construir un gran canal anticipado a través del istmo que allí ya estaba realizando. El gobierno colombiano se opuso a esto, pero una revolución panameña proporcionó a los Estados Unidos una oportunidad. Estados Unidos respaldó la independencia panameña y la nación nueva otorgó la concesión. Estas no fueron las únicas intervenciones llevadas a cabo por Estados Unidos en la región. En las primeras décadas del siglo XX, se produjeron varias incursiones militares en América Central y el Caribe, principalmente en defensa de intereses comerciales, que se dieron a conocer como las "guerras bananeras".
El mayor cambio político producido durante la segunda década del siglo tuvo lugar en México. En 1908, el presidente Porfirio Díaz, quién había permanecido en el poder desde 1884, prometió dejar el cargo en 1910. Francisco I. Madero, un moderado liberal cuyo objetivo era modernizar el país al tiempo que impedía una revolución socialista, lanzó una campaña electoral en 1910. Sin embargo, Díaz cambió de parecer y se presentó a las elecciones una vez más. Madero fue detenido el día de las elecciones y Díaz fue declarado ganador. Estos acontecimientos provocaron levantamientos, que supusieron el inicio de la Revolución mexicana. Se organizaron movimientos revolucionarios y surgieron algunos dirigentes clave: Pancho Villa en el norte, Emiliano Zapata en el sur y Francisco I. Madero en Ciudad de México. Madero derrotó al ejército federal en 1911, asumió el control provisional del gobierno y ganó posteriormente las elecciones del 6 de noviembre de 1911. Madero emprendió reformas moderadas para implementar una mayor democracia en el sistema político, pero no consiguió satisfacera muchos de los líderes regionales en lo que había pasado a ser una situación revolucionaria. El fracaso de Madero a la hora de abordar las reivindicaciones agrarias llevó a Zapata a romper con Madero y reanudar la revolución. El 18 de febrero de 1913, el general conservador Victoriano Huerta organizó un golpe de Estado con el apoyo de Estados Unidos; Madero fue asesinado cuatro días más tarde. Otros dirigentes revolucionarios como Villa, Zapata y Venustiano Carranza siguieron oponiéndose militarmente al gobierno federal, ahora bajo el mando de Huerta. Villa y Zapata tomaron Ciudad de México en marzo de 1914, pero se encontraron fuera de sus elementos en la capital y retrocedieron a sus respectivos bastiones. Esto permitió a Carranza asumir el control del gobierno central. A continuación, organizó la represión de los ejércitos rebeldes de Villa y Zapata, dirigidos en particular por el general Álvaro Obregón. Se proclamó la Constitución mexicana de 1917, todavía vigente, pero inicialmente su aplicación fue limitada. Prosiguieron los esfuerzos contra los otros dirigentes revolucionarios. Zapata fue asesinado el 10 de abril de 1919. El propio Carranza fue asesinado el 15 de mayo de 1920, dejando en el poder a Obregón, quien fue elegido oficialmente presidente ese mismo año. Finalmente, en 1923, también fue asesinado Villa. Con la eliminación de los principales oponentes, Obregón pudo consolidar el poder y regresó una paz relativa a México. Bajo la Constitución, se implantó un gobierno liberal, pero algunas de las reivindicaciones de las clases trabajadoras y rurales no quedaron satisfechas.

#### Deportes
Los deportes se volvieron cada vez más populares y atrajeron a los enfervorecidos seguidores a los grandes estadios. El Comité Olímpico Internacional (COI) trabajó para alentar los ideales olímpicos y la participación en los Juegos. Tras el Campeonato Sudamericano celebrados en Río de Janeiro en 1922, el COI ayudó a establecer comités olímpicos nacionales y preparar futuras competiciones.
Sin embargo, en Brasil, las rivalidades deportivas y políticas frenaron el progreso a medida que las facciones opuestas luchaban por el control del deporte internacional. Los Juegos Olímpicos de verano de París 1924 y Ámsterdam 1928 tuvieron una participación mucho mayor de atletas latinoamericanos. Los ingenieros ingleses y escoceses exportaron el fútbol a Brasil a finales del siglo XIX. El Comité Internacional de la YMCA de América del Norte y la Playground Association of America fueron decisivos en la capacitación de entrenadores.

### 1930–1945
La Gran Depresión planteó un gran desafío para la región. El desplome de la economía mundial significó que la demanda para los materiales crudos cayó drásticamente, socavando muchas de las economías de Latinoamérica. Los gobiernos e intelectuales latinoamericanos dieron la espalda a las políticas económicas anteriores y se volcaron hacia la industrialización por sustitución de importaciones. El objetivo era crear economías autosuficientes que estuvieran dotadas de un sector industrial propio y una gran clase media y que fueran inmunes a los vaivenes de la economía global. A pesar de las amenazas potenciales a los intereses comerciales estadounidenses, la administración de Franklin D. Roosevelt (1933–1945) entendió que Estados Unidos no podía oponerse frontalmente a la sustitución de importaciones. Roosevelt implementó una política de buena vecindad y permitió la nacionalización de algunas empresas estadounidenses en Latinoamérica. El presidente mexicano Lázaro Cárdenas nacionalizó las petroleras estadounidenses, a partir de las cuales creó Pemex. Cárdenas también supervisó la redistribución de una cantidad de tierras, con lo que satisfizo las esperanzas que tenían muchos desde el inicio de la Revolución mexicana. Asimismo, se derogó la enmienda Platt, liberando a Cuba de las injerencias estadounidenses en su política. La Segunda Guerra Mundial también unió a Estados Unidos y a la mayoría de los países latinoamericanos.

### Guerra fría

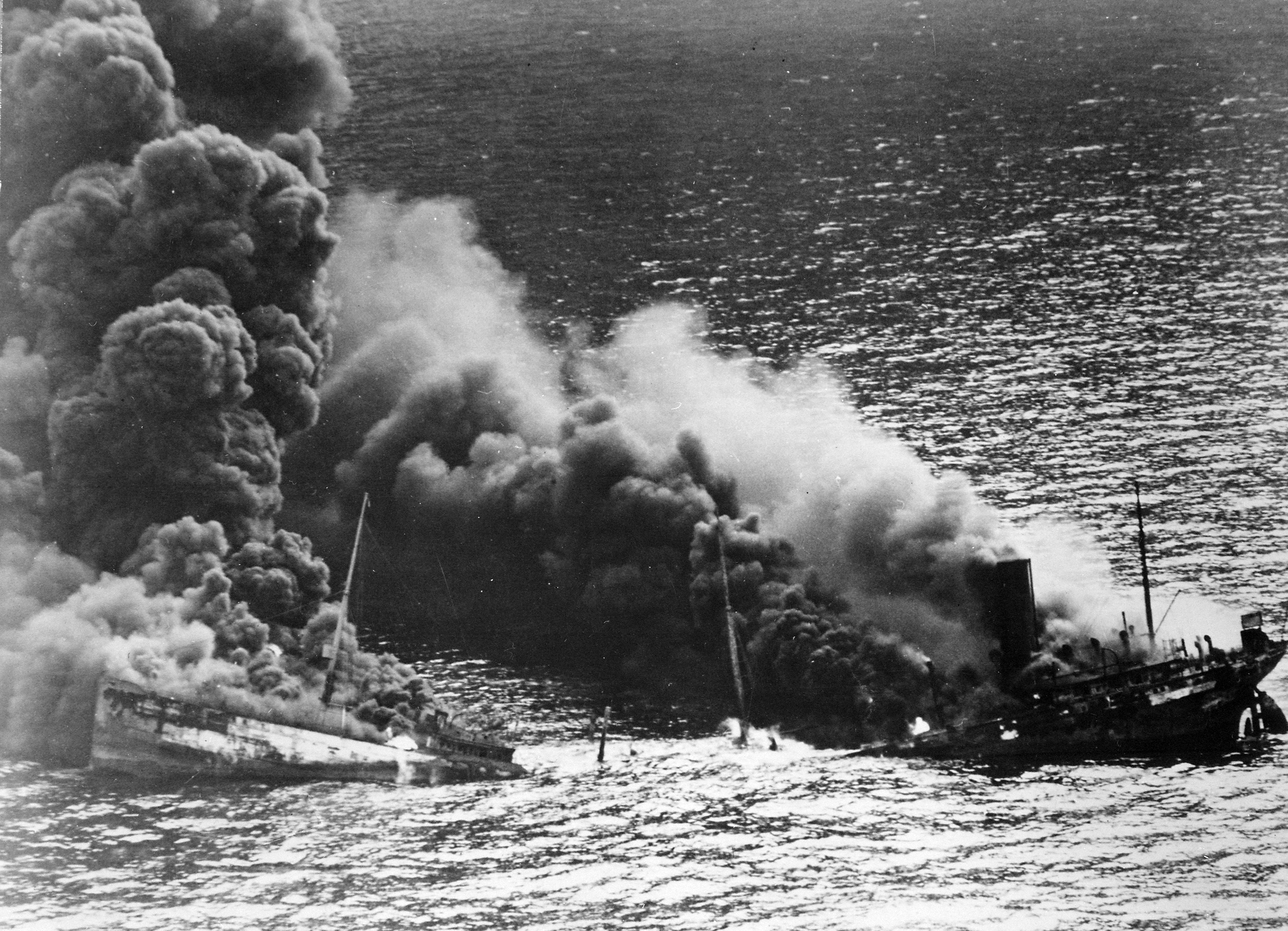
Hundimiento del Monagas, buque petrolero venezolano torpedeado por submarinos alemanes en 1942.

Tras la Segunda Guerra Mundial, y con la llegada de la Guerra Fría, la política de Estados Unidos hacia Latinoamérica se centró en lo que percibía como la amenaza del comunismo y de la Unión Soviética para los intereses de los países occidentales. Aunque los países latinoamericanos habían sido aliados incondicionales durante la guerra, en la posguerra la región no prosperó como se esperaba, privada de la ayuda a gran escala de Estados Unidos, que había centrado sus esfuerzos en reconstruir Europa Occidental, y particularmente Alemania. En América Latina aumentó la desigualdad, lo cual tuvo repercusiones políticas. Estados Unidos, por su parte, volvió a una política de intervencionismo cuando sintió amenazados sus intereses políticos y comerciales.
Después de la guerra civil de 1948, Costa Rica estableció una nueva constitución y fue reconocida como la primera democracia legítima en Latinoamérica. Aun así, el nuevo gobierno, que estaba constitucionalmente obligado a prohibir la existencia de un ejército permanente, no buscó ejercer influencia regional y se vio distraído, además, por los conflictos con Nicaragua.
A lo largo del siglo XX, estallaron varios levantamientos socialistas y comunistas en la región, siendo el más exitoso el ocurrido en Cuba. La revolución cubana fue liderada por Fidel Castro contra el régimen de Fulgencio Batista, quien desde 1933 era el principal autócrata en Cuba. Desde la década de 1860, la economía cubana se había centrado en el cultivo de azúcar, del cual el 82% se vendía en el mercado estadounidense para el siglo XX. A pesar de la derogación de la Enmienda Platt, Estados Unidos todavía tenía una influencia considerable en Cuba, tanto en la política como en la vida diaria. De hecho, Cuba tenía la reputación de ser el «burdel de los Estados Unidos», un lugar donde los estadounidenses podían encontrar todo tipo de placeres lícitos e ilícitos, siempre y cuando dispusieran de dinero en efectivo. A pesar de la constitución socialmente avanzada de 1940, Cuba estaba plagada de corrupción y de la interrupción del gobierno constitucional por parte de autócratas como Batista. Batista comenzó su último período como jefe de gobierno en un golpe de Estado en 1952. La coalición formada por los revolucionarios esperaba restaurar la constitución, establecer un estado democrático y liberar a Cuba de la influencia estadounidense. Los revolucionarios lograron derrocar a Batista el 1 de enero de 1959. Castro, quien inicialmente se declaró como no socialista, inició un programa de nacionalizaciones y reformas agrarias en mayo de 1959, lo cual alienó a la administración de Eisenhower (1953–61) y resultó en la ruptura de relaciones diplomáticas entre Estados Unidos y Cuba, congelando los activos cubanos en Estados Unidos y estableciendo un embargo sobre la nación en 1960. La administración de Kennedy (1961–1963) autorizó la financiación y el apoyo a una invasión de Cuba por parte de exiliados, que fracasó. Este suceso radicalizó la posición del gobierno revolucionario. Cuba se proclamó oficialmente socialista y abiertamente se convirtió en un aliado de la Unión Soviética. La colaboración militar entre Cuba y la Unión Soviética, que incluyó el emplazamiento de misiles balísticos intercontinentales en Cuba, precipitó la crisis de los misiles de Cuba en octubre de 1962.

### Regímenes y revoluciones militares de finales delsigloXX

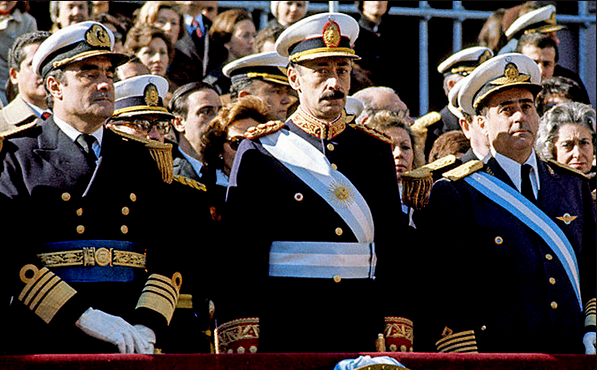
La junta militar de Argentina vio una represión generalizada contra los que consideraba disidentes políticos

Para los años 1970, la izquierda había adquirido un significativo poder político, lo cual incitó a la derecha, a autoridades eclesiásticas y a gran parte de la élite aristocrática de cada país a apoyar golpes de Estado y así evitar lo que percibían como una amenaza comunista. Esto también fue alimentado por el conflicto cubano y la intervención de Estados Unidos que condujo a la región a una polarización política. La mayoría de países sudamericanos fueron sumidos en algún momento en dictaduras militares con el apoyo directo de Estados Unidos. En esta década, los regímenes del Cono Sur implementaron el Plan Cóndor, una campaña de represión política y terrorismo de Estado en la que se torturó y asesinó a numerosos izquierdistas y disidentes.

### Crisis de la deuda, década perdida y globalización
En los años 1960 y 1970, muchos países latinoamericanos, especialmente Argentina, Brasil y México, pidieron grandes sumas de dinero a acreedores internacionales para llevar a cabo planes de industrialización, especialmente para programas de infraestructura. Esto llevó a que Latinoamérica cuadruplicara su deuda externa de 75 mil millones de dólares en 1975 a más de 315 mil millones de dólares en 1983, lo que significaba el 50% del producto interno bruto (PIB) de la región. El crecimiento económico de los años anteriores había permitido situar a los países latinoamericanos en un lugar intermedio entre las economías más industrializadas y el resto del mundo, en vías de desarrollo.
Tras las crisis del petróleo de 1973 y 1979, se resintió la capacidad de la región para hacer frente al pago de la deuda. En 1982, México anunció que no sería capaz de pagar sus préstamos. Otros países latinoamericanos también se declararon en quiebra, y estos años, marcados además por la hiperinflación, pasaron a ser conocidos como «la década perdida».
En los años 1980, Estados Unidos promovió un conjunto de diez fórmulas, conocidas como «Consenso de Washington», que constituían un paquete de reformas «estándar» para los países en desarrollo azotados por la crisis, según las instituciones bajo la órbita de Washington D. C. como el Fondo Monetario Internacional (FMI), el Banco Mundial, y el Departamento del Tesoro. Estas políticas fueron criticadas por economistas como Joseph Stiglitz y Dani Rodrik.y descritas como un «fundamentalismo de mercado» o neoliberalismo.
En los años siguientes, la región experimentó un «reversión del desarrollo», que se manifestó en un crecimiento económico negativo, caídas en la producción industrial y, por ende, una caída en el nivel de vida de la clases medias y bajas. Los gobiernos priorizaron la seguridad financiera sobre los programas sociales y adoptaron nuevas políticas económicas neoliberales que supusieron la privatización de industrias que antes habían sido estatales. En un esfuerzo por atraer más inversores a estas industrias, los gobiernos también adoptaron la globalización entablando relaciones más abiertas con la economía internacional.

### Democratización y movimientos sociales
En el final del siglo, cabe destacar que en la mayor parte de la región los regímenes militares fueron sustituidos por gobiernos democráticos y el ámbito del Estado se volvió más inclusivo en una tendencia que fue propicia para el desarrollo de movimientos sociales, pero las iniciativas económicas siguieron siendo reservadas a unas pocas élites dentro de la sociedad. La restructuración neoliberal redistribuyó de forma sistemática las riquezas hacia arriba al tiempo que negaba la responsabilidad política de brindar derechos de bienestar social, y los proyectos de desarrollo aumentaron tanto la desigualdad económica como la pobreza.
Al sentirse excluidas de los nuevos proyectos, las clases bajas tomaron las riendas de sus vidas mediante una revitalización de los movimientos sociales en América Latina. Tanto las poblaciones urbanas como rurales habían sido gravemente perjudicadas por las políticas económicas y las tendencias globales, y expresaron sus reivindicaciones en manifestaciones masivas. Algunas de las más multitudinarias y violentas fueron las protestas contra los recortes de servicios urbanos a los pobres, como el Caracazo en Venezuela o el Argentinazo en Argentina. En 2000, tuvo lugar en Cochabamba (Bolivia) la guerra del agua, una serie de protestas contra un proyecto financiado por el Banco Mundial que habría llevado agua potable a la ciudad, pero a un precio inaccesible para sus residentes.
Los movimientos indígenas supusieron una gran parte de los movimientos sociales rurales, incluyendo, en México, el levantamiento zapatista y el amplio movimiento indígena en Guerrero. También destacan la Confederación de Nacionalidades Indígenas del Ecuador (Conaie) y organizaciones indígenas en la región amazónica de Ecuador y Bolivia, comunidades panmayas en Guatemala, así como la movilización de grupos indígenas de los pueblos yanomami en Brasil, guna en Panamá y aimara y quechua en Bolivia.

## SigloXXI

### Vuelta a la izquierda

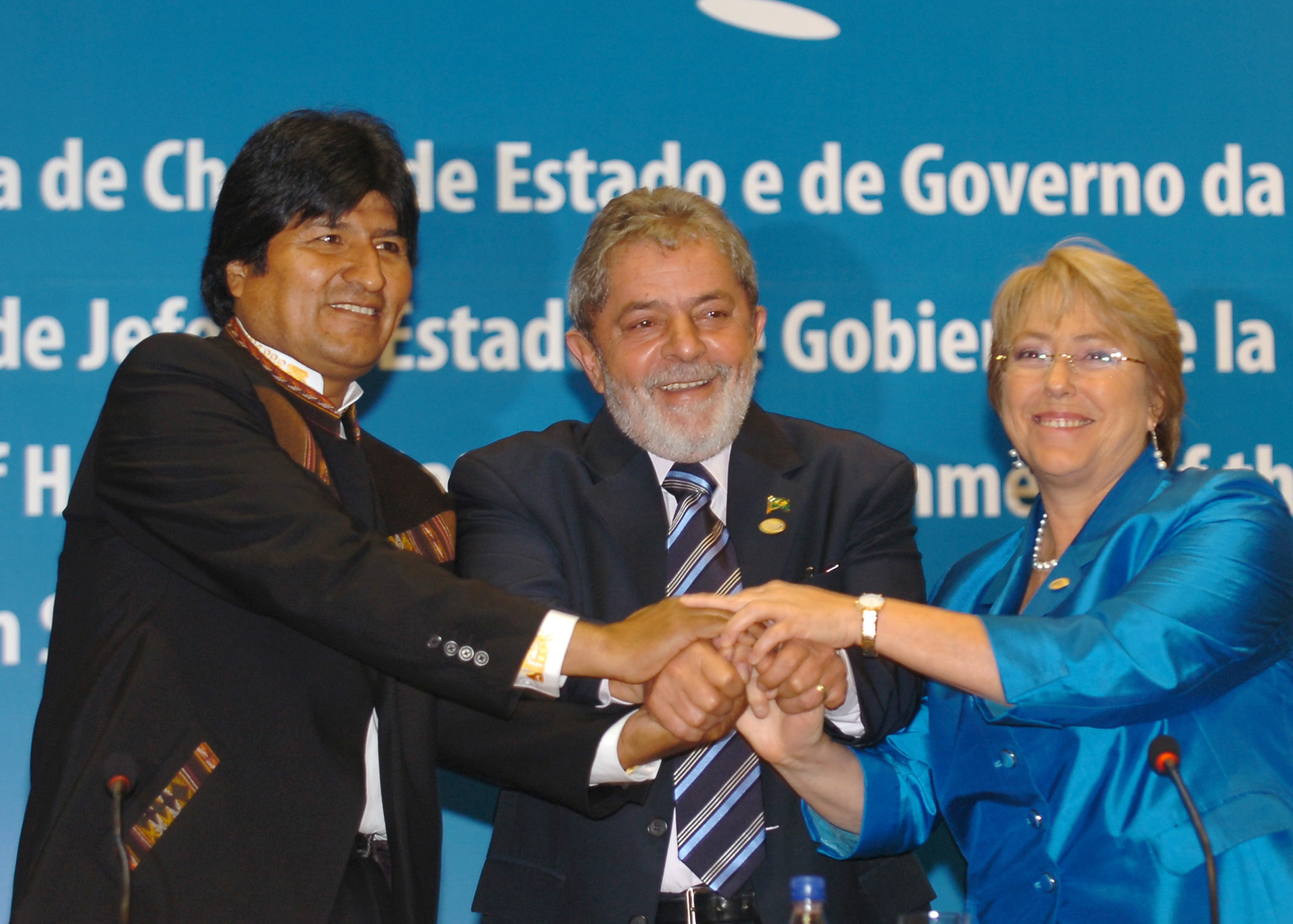
Líderes de izquierda de Bolivia, Brasil y Chile en la cumbre de la Unión de Naciones Suramericanas en 2008

Desde los años 1990, y a lo largo de los años 2000, varios países vieron la llegada al poder de partidos políticos de izquierda o centroizquierda en un fenómeno conocido como la marea rosa. Así, llegaron al poder Hugo Chávez y Nicolás Maduro en Venezuela, Lula da Silva y Dilma Rousseff en Brasil, Fernando Lugo en Paraguay, Néstor y Cristina Kirchner en Argentina, Tabaré Vázquez y José Mujica en Uruguay, Ricardo Lagos y Michelle Bachelet en Chile, Evo Morales en Bolivia, Daniel Ortega en Nicaragua, Manuel Zelaya en Honduras (aunque fue depuesto por un golpe de Estado en 2009), y Rafael Correa en Ecuador, quienes a menudo se autodeclararon como socialistas o antiimperialistas.
En los casos particulares de Venezuela, Bolivia y Ecuador, sus respectivos gobiernos se adscribieron a la corriente conocida como socialismo del siglo XXI.

### Vuelta a la derecha

Miembros del Foro de São Paulo (rojo) durante su peor época (2018).

La ola conservadora es un fenómeno político que emergió a mediados de la década de 2010, donde políticos de derecha y centroderecha llegan al poder en todo Latinoamérica.
En Brasil, empezó aproximadamente en el gobierno de Dilma Rousseff, quien ganó de forma reñida la elección presidencial de 2014, logrando el cuarto gobierno consecutivo del Partido de los Trabajadores. Además, según el analista político Antônio Augusto de Queiroz, el Congreso Nacional elegido en 2014 puede ser considerado el más conservador desde el movimiento de «redemocratización», notando un aumento en el número de parlamentarios ligados a segmentos más conservadores, como el campo, el ejército, la policía y la religión.
La crisis económica de 2015 y las investigaciones de escándalos de corrupción, dirigieron a un movimiento de ala derecha que busca rescatar ideas de conservadurismo y liberalismo económicos en oposición a políticas de izquierda.
A finales de la década de 2010 comenzó un resurgimiento de la izquierda en América Latina, con las victorias electorales en México (2018) y Argentina (2019) como puntos de partida. Esta tendencia se consolidó con triunfos sucesivos en Bolivia (2020), Perú (2021), Honduras (2021) y Chile (2021), y posteriormente en Colombia y Brasil (2022). No obstante, en 2023, la derecha retomó protagonismo con el triunfo de sus candidatos en las elecciones presidenciales de Ecuador y Argentina.

## Historiografía
- Murillo, Dana Velasco (2017-07). «Modern local history in Spanish American historiography». History Compass (en inglés) 15 (7). ISSN 1478-0542. doi:10.1111/hic3.12387. Consultado el 2 de septiembre de 2024.

- Datos: Q2365406